# 演出法
演出法又稱劇場構作或戲劇構作，對相關知識有專精者被稱作戲劇顧問，是一門对戲劇以及如何在舞台上更好地的表演的研究和學問。這一概念首次出现在戈特霍尔德·埃弗拉伊姆·莱辛的作品汉堡剧评中。